# London Can Take It!
London Can Take It! è un cortometraggio del 1940 diretto da Humphrey Jennings e Harry Watt.

## Trama
Quentin Reynolds commenta questo documentario sul coraggio ed alla resistenza dei civili britannici durante i bombardamenti delle forze aeree tedesche avvenuti nella seconda guerra mondiale.

## Riconoscimenti
- Nomination Oscar al miglior cortometraggio[1]